# Lijst van Belgische ministers van Ontwikkelingssamenwerking
Dit is een lijst van Belgische ministers en staatssecretarissen van Ontwikkelingssamenwerking.

## Lijst
| Nr.                                        | Minister/Staatssecretaris | Minister/Staatssecretaris          | Partij | Partij       | Begin             | Einde             | Regering(en)                                         | Titel en Bevoegdheid |
| ------------------------------------------ | ------------------------- | ---------------------------------- | ------ | ------------ | ----------------- | ----------------- | ---------------------------------------------------- | --- |
| 1                                          |                           | Maurice Brasseur (1909-1996)       |        | PSC          | 25 april 1961     | 15 april 1965     | Lefèvre                                              | Minister van Technische Bijstand |
| [ 1 ]                                      |                           | Paul-Henri Spaak (1899-1972)       |        | PSB          | 15 april 1965     | 28 juli 1965      | Lefèvre                                              | Minister van Technische Bijstand |
| 2                                          |                           | Ernest Adam (1899-1985)            |        | PSC          | 28 juli 1965      | 19 maart 1966     | Harmel                                               | Minister-staatssecretaris van Ontwikkelingssamenwerking |
| niet ingevuld (19 maart 1966-17 juni 1968) |                           |                                    |        |              |                   |                   |                                                      | |
| 3                                          |                           | Raymond Scheyven (1911-1987)       |        | PSC          | 17 juni 1968      | 21 januari 1972   | G. Eyskens IV                                        | Minister van Ontwikkelingssamenwerking |
| 4                                          |                           | Lucien Harmegnies (1916-1994)      |        | PSB          | 21 januari 1972   | 26 januari 1973   | G. Eyskens V                                         | Staatssecretaris voor Ontwikkelingssamenwerking |
| 5                                          |                           | Irène Pétry (1922-2007)            |        | PSB          | 26 januari 1973   | 23 oktober 1973   | Leburton                                             | Staatssecretaris voor Ontwikkelingssamenwerking |
| 6                                          |                           | Guy Cudell (1917-1999)             |        | PSB          | 23 oktober 1973   | 25 april 1974     | Leburton                                             | Minister van Ontwikkelingssamenwerking |
| 7                                          |                           | Renaat Van Elslande (1916-2000)    |        | CVP          | 25 april 1974     | 3 juni 1977       | Tindemans I, II en III                               | Minister van Ontwikkelingssamenwerking |
| 8                                          |                           | Lucien Outers (1924-1993)          |        | FDF          | 3 juni 1977       | 3 april 1979      | Tindemans IV en Vanden Boeynants II                  | Minister van Ontwikkelingssamenwerking |
| 9                                          |                           | Mark Eyskens (1933)                |        | CVP          | 3 april 1979      | 22 oktober 1980   | Martens I, II en III                                 | Minister van Ontwikkelingssamenwerking |
| 10                                         |                           | Daniël Coens (1938-1992)           |        | CVP          | 22 oktober 1980   | 17 december 1981  | Martens IV en M. Eyskens                             | Minister van Ontwikkelingssamenwerking |
| 11                                         |                           | Jacqueline Mayence-Goossens (1932) |        | PRL          | 17 december 1981  | 9 juni 1983       | Martens V                                            | Staatssecretaris voor Ontwikkelingssamenwerking |
| 12                                         |                           | François-Xavier de Donnea (1941)   |        | PRL          | 9 juni 1983       | 28 november 1985  | Martens V                                            | Staatssecretaris voor Ontwikkelingssamenwerking |
| 13                                         |                           | André Kempinaire (1929-2012)       |        | PVV          | 28 november 1985  | 9 mei 1988        | Martens VI en VII                                    | Staatssecretaris voor Ontwikkelingssamenwerking |
| 14                                         |                           | André Geens (1941)                 |        | VU           | 9 mei 1988        | 29 september 1991 | Martens VIII                                         | Minister van Ontwikkelingssamenwerking |
| 15                                         |                           | Erik Derycke (1949)                |        | SP           | 29 september 1991 | 23 juni 1995      | Martens IX en Dehaene I                              | Minister van Ontwikkelingssamenwerking (tot 7 maart 1992) Staatssecretaris voor Ontwikkelingssamenwerking (van 7 maart 1992 tot 22 maart 1995) Minister van Ontwikkelingssamenwerking (vanaf 22 maart 1995) |
| 16                                         |                           | Reginald Moreels (1949)            |        | CVP          | 23 juni 1995      | 12 juli 1999      | Dehaene II                                           | Staatssecretaris voor Ontwikkelingssamenwerking (tot 1 juni 1999) Minister van Ontwikkelingssamenwerking (vanaf 1 juni 1999)                                                                                |
| 17                                         |                           | Eddy Boutmans (1948)               |        | Agalev       | 12 juli 1999      | 12 juli 2003      | Verhofstadt I                                        | Staatssecretaris voor Ontwikkelingssamenwerking |
| 18                                         |                           | Marc Verwilghen (1952)             |        | VLD          | 12 juli 2003      | 18 juli 2004      | Verhofstadt II                                       | Minister van Ontwikkelingssamenwerking |
| 19                                         |                           | Armand De Decker (1948-2019)       |        | MR           | 18 juli 2004      | 12 juli 2007      | Verhofstadt II                                       | Minister van Ontwikkelingssamenwerking |
| 20                                         |                           | Sabine Laruelle (1965)             |        | MR           | 12 juli 2007      | 21 december 2007  | Verhofstadt II                                       | Minister van Ontwikkelingssamenwerking |
| 21                                         |                           | Charles Michel (1975)              |        | MR           | 21 december 2007  | 14 februari 2011  | Verhofstadt III, Leterme I, Van Rompuy en Leterme II | Minister van Ontwikkelingssamenwerking |
| 22                                         |                           | Olivier Chastel (1964)             |        | MR           | 14 februari 2011  | 6 december 2011   | Leterme II                                           | Minister van Ontwikkelingssamenwerking |
| 23                                         |                           | Paul Magnette (1971)               |        | PS           | 6 december 2011   | 17 januari 2013   | Di Rupo                                              | Minister van Ontwikkelingssamenwerking |
| 24                                         |                           | Jean-Pascal Labille (1961)         |        | PS           | 17 januari 2013   | 11 oktober 2014   | Di Rupo                                              | Minister van Ontwikkelingssamenwerking |
| 25                                         |                           | Alexander De Croo (1975)           |        | Open VLD     | 11 oktober 2014   | 1 oktober 2020    | Michel I en II, Wilmès I en II                       | Minister van Ontwikkelingssamenwerking |
| 26                                         |                           | Meryame Kitir (1980)               |        | sp.a/Vooruit | 1 oktober 2020    | 17 december 2022  | De Croo                                              | Minister van Ontwikkelingssamenwerking |
| [ 1 ]                                      |                           | Frank Vandenbroucke (1955)         |        | Vooruit      | 20 oktober 2022   | 17 december 2022  | De Croo                                              | Minister van Ontwikkelingssamenwerking |
| 27                                         |                           | Caroline Gennez (1975)             |        | Vooruit      | 17 december 2022  | 30 september 2024 | De Croo                                              | Minister van Ontwikkelingssamenwerking |
| 28                                         |                           | Frank Vandenbroucke (1955)         |        | Vooruit      | 1 oktober 2024    | 3 februari 2025   | De Croo                                              | Minister van Ontwikkelingssamenwerking |
| 29                                         |                           | Maxime Prévot (1978)               |        | Les Engagés  | 3 februari 2025   | heden             | De Wever                                             | Minister van Ontwikkelingssamenwerking |